# Шлітці
Шлітці (англ. Schlitzie) (також називався «Schlitze» або «Shlitze»; 10 вересня 1901 — 24 вересня 1971), можливо урождений Саймон Метц — американський виконавець сайдшоу і актор, відомий по своїй ролі у фільмі 1932 року Потвори. Його кар'єра в бродячих цирках зробила його головним артистом цирку Барнума і Бейлі, що зокрема зробило його популярним культурним символом.